# Capital Europeia da Cultura

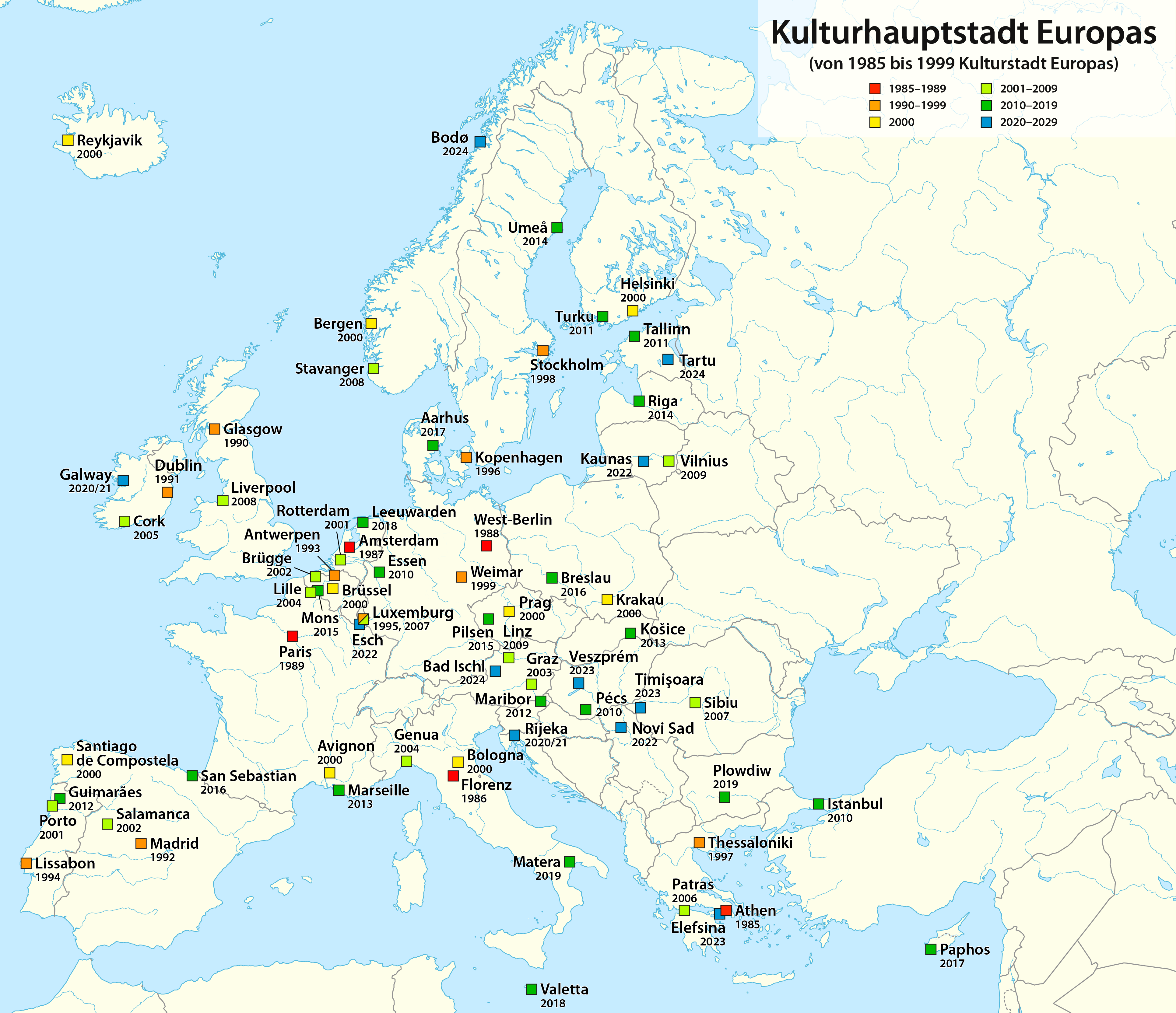
Capitais Europeias da Cultura entre 1985 e 2024

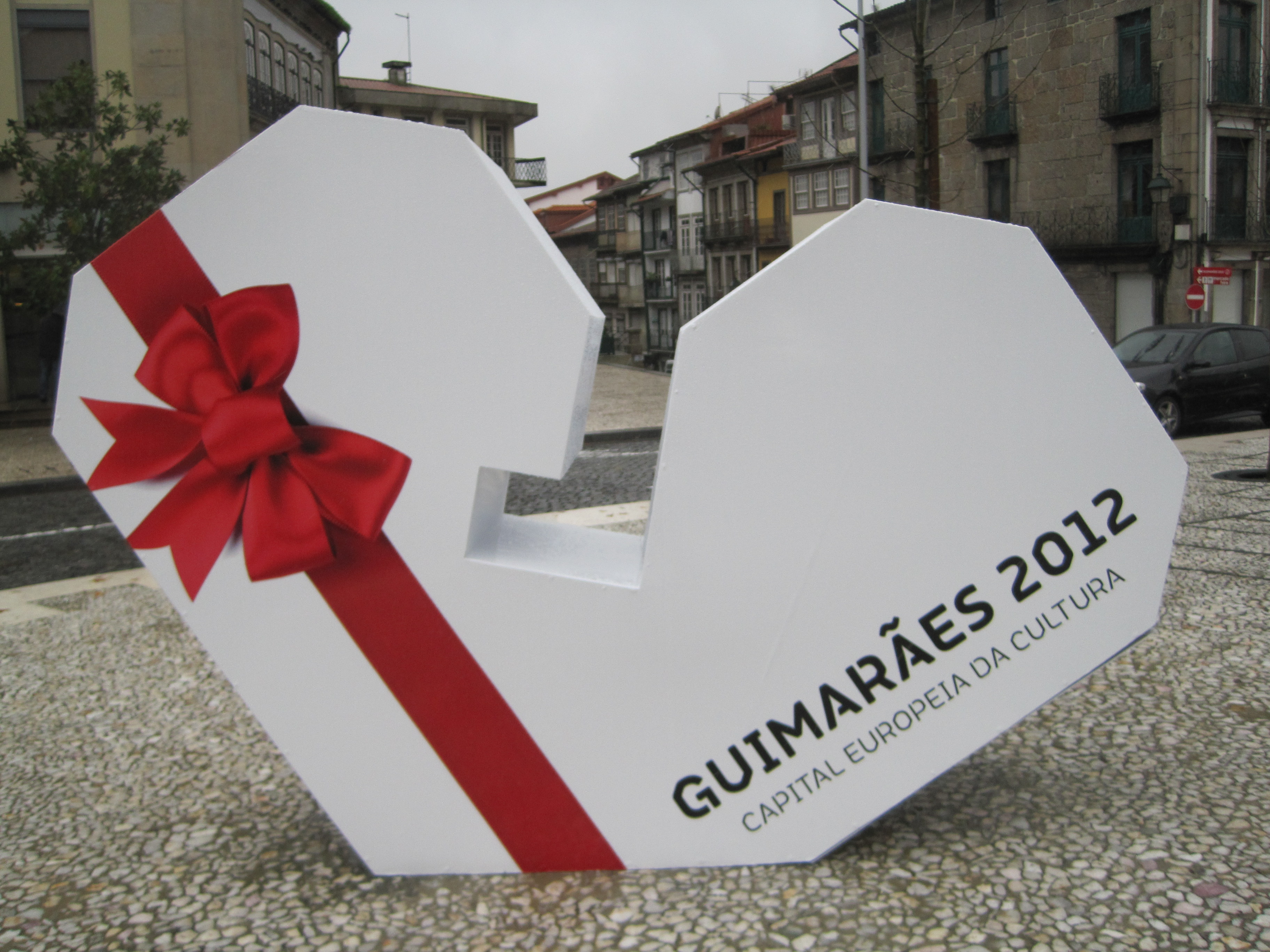
Guimarães foi Capital Europeia da Cultura em 2012

A Capital Europeia da Cultura é uma iniciativa da União Europeia que tem por objetivo a promoção de uma cidade da Europa por um período de um ano, durante o qual a cidade possui a hipótese de mostrar à Europa sua vida e desenvolvimento cultural, permitindo um melhor conhecimento mútuo entre os cidadãos da União Europeia.
Esta iniciativa começou em 1985 sob iniciativa da ministra grega Melina Mercouri, com o nome de Cidade Europeia da Cultura. Apenas uma cidade era nomeada por ano, sendo a responsabilidade da organização do evento do Estado-membro ao qual pertencia essa cidade e sucediam-se por ordem alfabética dos países.
Em 1990, a o Conselho de Ministros decidiu alargar a iniciativa a outros países da Europa não pertencentes à União Europeia. Esta norma teria início apenas em 1996, ano em que terminava um ciclo completo e era limitada a países que segundo a Comunidade Europeia, respeitassem os princípios da democracia, do pluralismo e do estado de Direito. Segundo as novas regras, era sugerido que fosse feita a alternância entre países-membros e outros países, assim como se propunha a alternância entre capitais e cidades de província.
Em 25 de maio de 1999, o Conselho de Ministros e o Parlamento Europeu decidiram mudar o nome de Cidade Europeia da Cultura para Capital Europeia da Cultura.

## Lista de cidades
As seguintes cidades foram ou serão Capitais Europeias da Cultura:
- 1985 — Atenas (Grécia)
- 1986 — Florença (Itália)
- 1987 — Amesterdão (Países Baixos)
- 1988 — Berlim Ocidental (República Federal da Alemanha)
- 1989 — Paris (França)
- 1990 — Glásgua (Escócia, Reino Unido)
- 1991 — Dublim (Irlanda)
- 1992 — Madrid (Espanha)
- 1993 — Antuérpia (Bélgica)
- 1994 — Lisboa (Portugal)
- 1995 — Luxemburgo
- 1996 — Copenhaga (Dinamarca)
- 1997 — Salónica (Grécia)
- 1998 — Estocolmo (Suécia)
- 1999 — Veimar (Alemanha)
- 2000 — Avinhão (França), Bergen (Noruega), Bolonha (Itália), Bruxelas (Bélgica), Helsínquia (Finlândia), Cracóvia (Polónia), Reiquiavique (Islândia), Praga (República Checa), Santiago de Compostela (Espanha)
- 2001 — Porto (Portugal), Roterdão (Países Baixos)
- 2002 — Bruges (Bélgica) e Salamanca (Espanha)
- 2003 — Graz (Áustria)
- 2004 — Génova (Itália) e Lille (França)
- 2005 — Cork (Irlanda)
- 2006 — Patras (Grécia)
- 2007 — Luxemburgo e Sibiu (Roménia)
- 2008 — Liverpool (Reino Unido), Stavanger (Noruega)
- 2009 — Linz (Áustria), Vilnius (Lituânia)
- 2010 — Essen (Alemanha)[3], Pécs (Hungria), Istambul (Turquia)[4]
- 2011 — Turku (Finlândia) e Tallinn (Estónia)
- 2012 — Guimarães (Portugal)[5]/Maribor (Eslovénia)
- 2013 — Marselha (França) e Cassóvia (Eslováquia)
- 2014 — Uma (Suécia) e Riga (Letónia)
- 2015 — Mons (Bélgica) e Plzeň  (República Checa)
- 2016 — San Sebastián (Espanha) e Wrocław (Polónia)
- 2017 — Aarhus (Dinamarca) e Pafos (Chipre)
- 2018 — Valeta (Malta) e Leeuwarden (Países Baixos)
- 2019 — Matera (Itália) e Plovdiv (Bulgária)
- 2020 (prolongado até abril de 2021 devido pandemia de Covid-19)— Rijeka (Croácia) e Galway (Irlanda)
- 2022 —  Kaunas (Lituânia), Esch-sur-Alzette (Luxemburgo) e Novi Sad (Sérvia)
- 2023 — Veszprém (Hungria), Timișoara (Roménia), e Elêusis (Grécia)[6]
- 2024 — Tartu (Estónia), Bodø (Noruega) e Bad Ischl (Áustria)

## Próximas capitais europeias da cultura
- 2025 — Chemnitz (Alemanha) e a candidatura conjunta de Nova Gorica (Eslovénia) de Gorizia (Itália)
- 2026 — Trenčín (Eslováquia) e Oulu (Finlândia)
- 2027 — Liepāja (Letónia) e Évora (Portugal)[7]
- 2028 — Broumov / České Budějovice (República Checa), Escópia (Macedónia do Norte) e Burges (França)
- 2029 — Uma cidade na Polónia e uma cidade na Suécia
- 2030 — Uma cidade na Bélgica e uma cidade em Chipre
- 2031 — Uma cidade em Espanha e uma cidade em Malta
- 2032 — Uma cidade na Bulgária e uma cidade na Dinamarca
- 2033 — Uma cidade em Itália e uma cidade nos Países Baixos

1 A Capital Europeia da Cultura deveria ser no Reino Unido em 2023. Contudo, devido à sua decisão de sair da União Europeia em 2016, as cidades do RU deixaram de ser elegíveis para o título depois de 2019.